# 김대근 (배우)
김대근(1990년 10월 18일 ~ )은 대한민국의 배우이다.

## 드라마
- (2015년)  《미세스 캅 2》 ... 최창호의 부하 역
- (2016년) (MBC) 《몬스터》
- (2016년) (KBS) 《저 하늘에 태양이》 ... 남태준 수하 역
- (2018년) (MBC) 《비밀과 거짓말》
- (2018년) (KBS) 《시간이 멈추는 그때》
- (2020년) (KBS) 《비밀의 남자》
- (2021년) (KBS) 《대박부동산》
- (2021년) (SBS) 《모범택시》 ... 3, 4화 박승태 학생(최현욱) 삼촌 역
- (2022년) (넷플릭스) 《수리남》 ... 차이나타운 중국인 역
- (2022년) (SBS) 《천원짜리 변호사》 ... 불곰 부하 역

## 영화
- (2016년) 《바운티 헌터스: 현상금사냥꾼》 ... 엄삼부하 역
- (2017년) 《불한당: 나쁜 놈들의 세상》 ... 취장 재호 패거리 역
- (2017년) 《염력》 ... 용역들 역
- (2018년) 《신과함께: 인과 연》 ... 용역무리들 역 (천만영화)
- (2018년) 《독전》 ... 하림부하 역
- (2018년) 《상류사회》 ... 조폭 3 역
- (2018년) 《배반의 장미》 ... 남남커플 남자 1 역
- (2018년) 《언니》 ... 박영춘수하 3 역
- (2018년) 《뺑반》 ... 재철 덩치가드 1 역
- (2019년) 《퍼펙트맨》 ... 수영장 문신덩치 3 역
- (2019년) 《비스트》 ... 조선족 들개파 역
- (2020년) 《히트맨》 ... 제이슨부하 9 역
- (2020년) 《사냥의 시간》 ... 도박장 조직원 4 역
- (2022년) 《범죄도시 2》 ... 베트남 도박장 건달 5 역 (천만영화)
- (2022년) 《늑대사냥》 ... 양돈축사 건달 1 역
- (2024년) 《범죄도시 4》 ... 만 사장 부하 역 (천만영화)